# Saint-Martial-le-Vieux
Saint-Martial-le-Vieux är en kommun i departementet Creuse i regionen Nouvelle-Aquitaine i de centrala delarna av Frankrike. Kommunen ligger i kantonen La Courtine som tillhör arrondissementet Aubusson. År 2022 hade Saint-Martial-le-Vieux 151 invånare.

## Befolkningsutveckling
Antalet invånare i kommunen Saint-Martial-le-Vieux
Referens:INSEE